# Швеція на літніх Олімпійських іграх 1992
Швеція на літніх Олімпійських іграх 1992 року була представлена  187 спортсменами (143 чоловіки і 43 жінки), які взяли участь у 22 видах спорту. У Барселоні Швеція завоювала 12 медалей (1 золота, 7 срібних і 4 бронзових).

## Медалісти
| Швеція на Олімпіаді 1992 року в Барселоні | Швеція на Олімпіаді 1992 року в Барселоні | Швеція на Олімпіаді 1992 року в Барселоні | Швеція на Олімпіаді 1992 року в Барселоні   | Швеція на Олімпіаді 1992 року в Барселоні |
| Медаль                                    | Спортсмен | Вид спорту                                | Дисципліна                                  | Результат                                 |
| ----------------------------------------- | --- | ----------------------------------------- | ------------------------------------------- | ----------------------------------------- |
| Золото                                    | Ян-Уве Вальднер | Настільний теніс                          | Чоловіки, одиночний розряд                  |                                           |
| Золото                                    | Патрік Шеберг | Легка атлетика                            | Стрибки у висоту, чоловіки                  | 2,34 м                                    |
| Срібло                                    | Агнета Андерссон Сусанне Гуннарссон | Веслування на байдарках та каное          | Жінки, байдарка-двійка, 500 метрів          | 1.40,41                                   |
| Срібло                                    | Гунар Ульссон Карл Сундквіст | Веслування на байдарках та каное          | Чоловіки, байдарка-двійка, 1000 метрів      | 3.17,70                                   |
| Срібло                                    | Магнус Андерссон Роберт Андерссон Пер Карлен Андерс Бекегрен Ерік Гаяс Роберт Гедін Магнус Като Ула Ліндгрен Патрік Лільєстранд Матс Ульссон Стаффан Ульссон Аксель Шеблад Томмі Соураньємі Томас Свенссон П'єрр Торссон Магнус Вісландер | Гандбол                                   | Чоловіки                                    |                                           |
| Срібло                                    | Андерс Гольмертц | Плавання                                  | 200 м вільний стиль, чоловіки               | 1.46,86                                   |
| Срібло                                    | Ларс Фреландер Андерс Гольмертц Томмі Вернер Крістер Валлін | Плавання                                  | Естафета 4 × 200 м, вільний стиль, чоловіки | 7.15,51                                   |
| Срібло                                    | Томас Юганссон | Боротьба                                  | Греко-римська боротьба — 130 кг, чоловіки   |                                           |
| Бронза                                    | Агнета Андерссон Марія Гаглунд Анна Ульссон Сусанне Росенквіст | Веслування на байдарках та каное          | Жінки, каное-четвірки, 500 метрів           |                                           |
| Бронза                                    | Турбйорн Корнбакк | боротьба                                  | Греко-римська боротьба — 74 кг, чоловіки    |                                           |
| Бронза                                    | Андерс Гольмертц | Плавання                                  | 400 м вільний стиль, чоловіки               | 3.46,77                                   |
| Бронза                                    | Рагнар Сканокер | Стрільба                                  | Довільний пістолет 50 метрів, чоловіки      |                                           |